# Parque de la Nueva Icaria
El parque de la Nueva Icaria (en catalán: Parc de la Nova Icària) se encuentra en el distrito de San Martín de Barcelona (España). Fue creado en 1992 con un proyecto de Martorell-Bohigas-Mackay. El nombre procede de la isla griega de Icaria, que Étienne Cabet rememoró en su obra Viaje por Icaria, dando origen al proyecto utópico de los icarianos. Entre 1846 y 1847 algunos de sus seguidores en la ciudad condal se establecieron en esta zona del barrio del Pueblo Nuevo, a la que bautizaron como Nueva Icaria.

## Descripción
Este parque procede de la renovación urbanística realizada en la fachada litoral con motivo de los Juegos Olímpicos de 1992, en unos terrenos anteriormente de uso industrial. Junto a este se crearon también los parques del Carlos I, del Puerto Olímpico, de las Cascadas y del Poblenou. Está situado en plena Villa Olímpica, al lado de la playa de la Nueva Icaria. A lo largo de su trazado transcurre la Ronda del Litoral, una parte de la cual está soterrada y da lugar a la plaza de los Campeones, donde se sitúa uno de los podios utilizados en los Juegos Olímpicos, y en cuyo pavimento figuran inscritos los nombres de diversos deportistas y campeones olímpicos de la historia. El elemento más distintivo del parque es un gran lago, que tiene la forma de la isla griega de Icaria, sobre el que cruzan varios puentes de madera para acceder de un lado a otro de la Ronda del Litoral, por lo que también es conocido como parque de los Puentes. En las riberas del lago hay amplias praderas de césped, y junto al agua crecen los iris y los juncos. Los árboles son escasos, entre los que destacan los ombúes, los saúcos y los sauces llorones.

## Vegetación
Entre las especies presentes en el parque se hallan: la morera (Morus alba), el pino carrasco (Pinus halepensis), el pino piñonero (Pinus pinea), el palmito (Chamaerops humilis), el ombú (Phytolacca dioica), el olivo (Olea europaea), el eucalipto (Eucalyptus sp.), el sauce llorón (Salix babylonica), el chopo (Populus sp.) y la washingtonia (Washingtonia robusta y Washingtonia filifera).